# Ludwig Kiehn
Ludwig Kiehn (* 2. Oktober 1902 in Hamburg; † 10. Juli 1984 ebenda) war ein deutscher Erziehungswissenschaftler.

## Leben
Von 1922 bis 1926 absolvierte er ein Lehramtsstudium am Pädagogischen Institut der Universität Hamburg und in Tübingen. In dieser Zeit wurde er im Hamburger und Tübinger Wingolf aktiv. Von 1929 bis 1932 studierte er in Hamburg noch Germanistik, Geschichte, Pädagogik, Philosophie und Psychologie. Zum 1. Mai 1933 trat er der NSDAP bei (Mitgliedsnummer 3.027.019). Von 1956 bis 1967 war er planmäßiger außerordentlicher Professor für Berufspädagogik an der Universität Hamburg und von 1967 bis 1969 ordentlicher Professor für Geschichte und Systematik der Berufs- und Wirtschaftspädagogik.

## Schriften (Auswahl)
- Goethes Begriff der Bildung. Hamburg 1932, OCLC 216246075.
- als Herausgeber: Volk. Frankfurt am Main 1935, OCLC 72571559.
- mit Gerhard Pohl: Deutsch. Klar denken, lebendig schreiben, richtig sprechen. Ein Arbeitsbuch für berufsbildende Schulen. Hamburg 1962, OCLC 633981294.
- Weite Welt und breites Leben im berufspädagogischen Wirken Otto Monsheimers. Fulda 1972, OCLC 174799129.